# Winfried Glatzeder

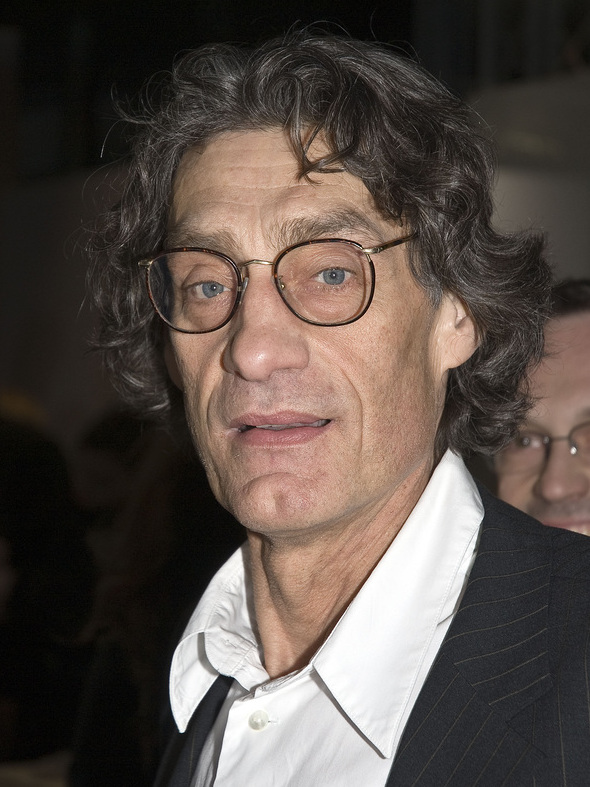
Winfried Glatzeder.

Winfried Glatzeder, född 26 april 1945 i Sopot, är en tysk skådespelare. Han påbörjade karriären under 1960-talet i Östtyskland och blev 1973 mycket känd i landet för sin huvudroll i filmen Die Legende von Paul und Paula. Från 1982 levde han i Västberlin där han fortsatte filma och fick engagemang vid Schillertheater. Under senare år har han mest medverkat i olika TV-produktioner.